# Bengaalse varaan
De Bengaalse varaan (Varanus bengalensis) is een hagedis uit de familie varanen (Varanidae).

## Naam en indeling
De wetenschappelijke naam van de soort werd voor het eerst voorgesteld door François Marie Daudin in 1802. Oorspronkelijk werd de naam Tupinambis bengalensis gebruikt. De Bengaalse varaan is later beschreven onder verschillende wetenschappelijke namen, zoals Varanus punctatus, Monitor heraldicus en Uaranus lunatus.

## Uiterlijke kenmerken
De Bengaalse varaan bereikt een maximale lichaamslengte tot twee meter. Zeer jonge dieren tot een jaar zijn zwart met een gele buik en keel en rijen kleine vlekjes op de rug, en jonge dieren tot 5 jaar zijn zwart met een zeer dicht bezaaid patroon van zeer kleine ronde gele of witte vlekjes met een witte buik. Oudere dieren zijn grijs en de vlekjes zijn nog maar nauwelijks te zien, ook hebben de dieren een vrij kleine en spitse kop, de neusgaten zijn vanaf de zijkant van de kop gezien in het midden gepositioneerd. Het lichaam is lang en slank, zoals alle varanen heeft de hagedis een zeer lange nek en idem staart.

## Levenswijze
Het grote verspreidingsgebied is onder andere te danken aan het feit dat deze varaan als zeer nuttig wordt beschouwd. Hij is namelijk te klein om kleinvee en huisdieren te verschalken. Daardoor wordt de hagedis minder fel bestreden als andere varanen, die als plaag worden gezien. Het voedsel bestaat uit grote insecten, knaagdieren, slangen, hagedissen en eieren, zowel van reptielen als vogeleieren. Het is een van de weinige soorten die zich veel in bomen ophoudt. Zoals alle varanen wordt de tong gebruikt als reukorgaan dankzij het orgaan van Jacobson maar de hagedis kan ook goed zien en horen. Als de varaan in het nauw wordt gedreven bijt hij van zich af en de staart kan als slagwapen worden gebruikt.

## Verspreiding en habitat
Deze soort komt onder andere voor rond de Golf van Bengalen, hiernaar verwijst de soortnaam bengalensis. De habitat bestaat uit dorre rotsachtige streken met enige vegetatie. Er worden drie ondersoorten erkend. De ondersoort V. b. bengalensis komt voor in Bhutan, Bangladesh, Myanmar, Pakistan, Iran, Vietnam, Laos, Cambodja, Maleisië, Afghanistan, Nepal, India en Sri Lanka en in Indonesië op het eiland Java. De ondersoort V. b. irrawadicus is endemisch in China. De derde ondersoort V. b. irrawadicus komt waarschijnlijk alleen voor in Vietnam. Vroeger werd de soort Varanus nebulosus ook als ondersoort gezien, maar deze wordt tegenwoordig als volwaardige soort erkend.

## Beschermingsstatus
Door de internationale natuurbeschermingsorganisatie IUCN is de beschermingsstatus 'veilig' toegewezen (Least Concern of LC).

## Afbeeldingen

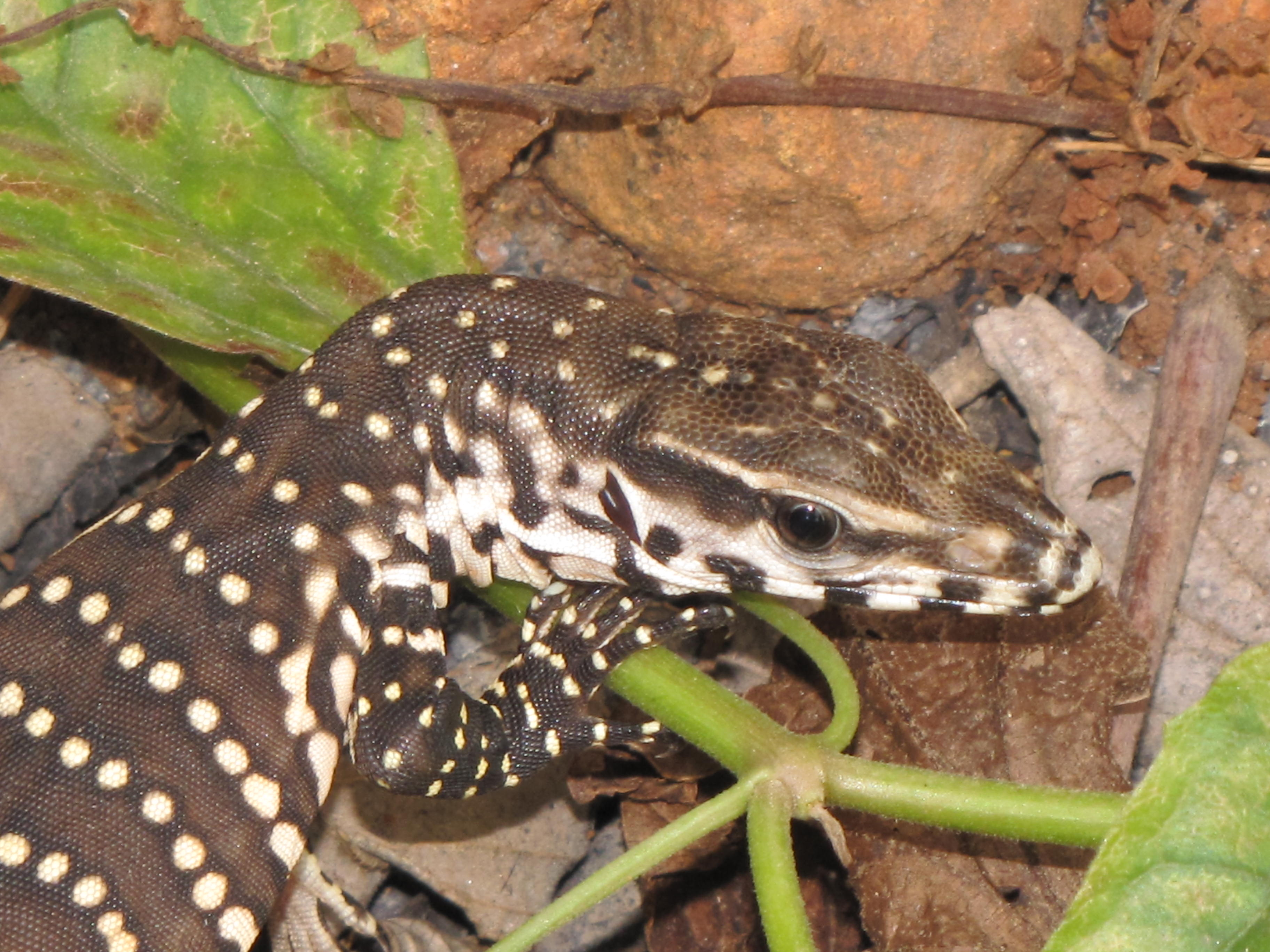
Juveniel.
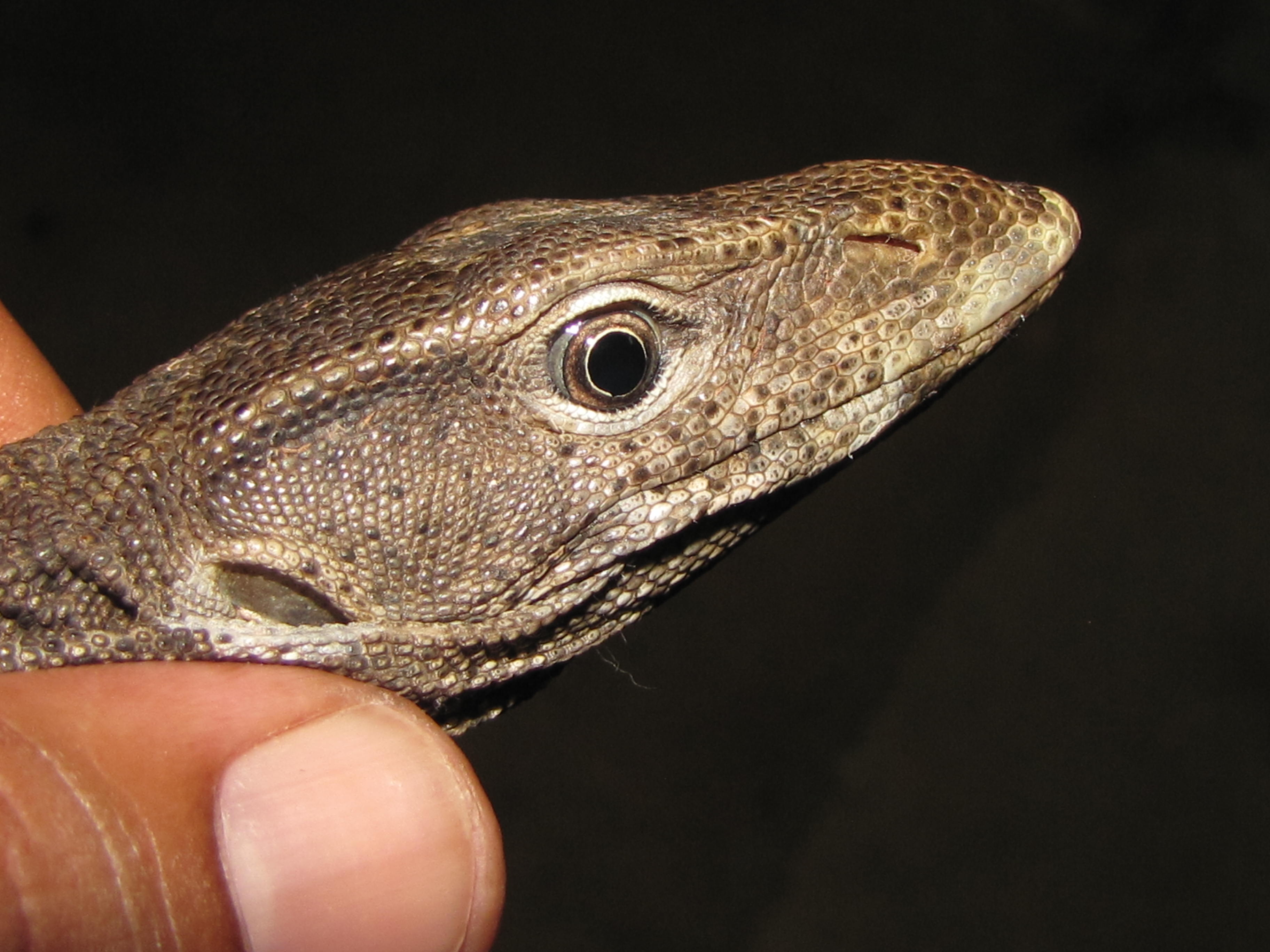
Kop van een adult.
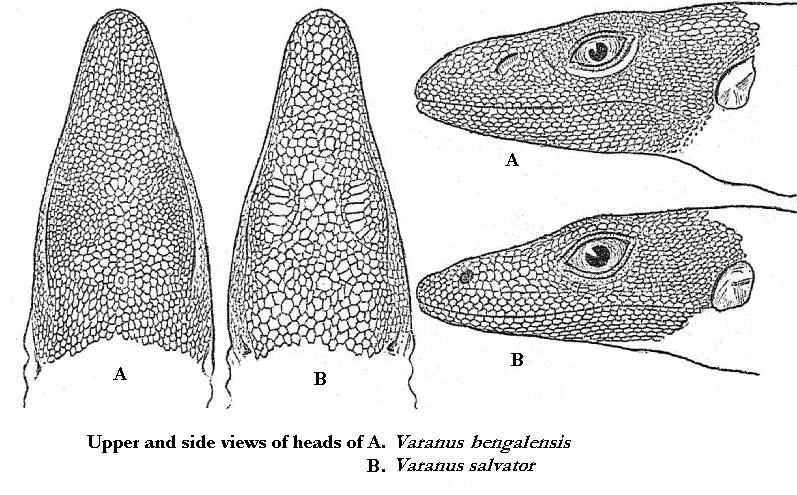
Vergelijking Indische varaan.
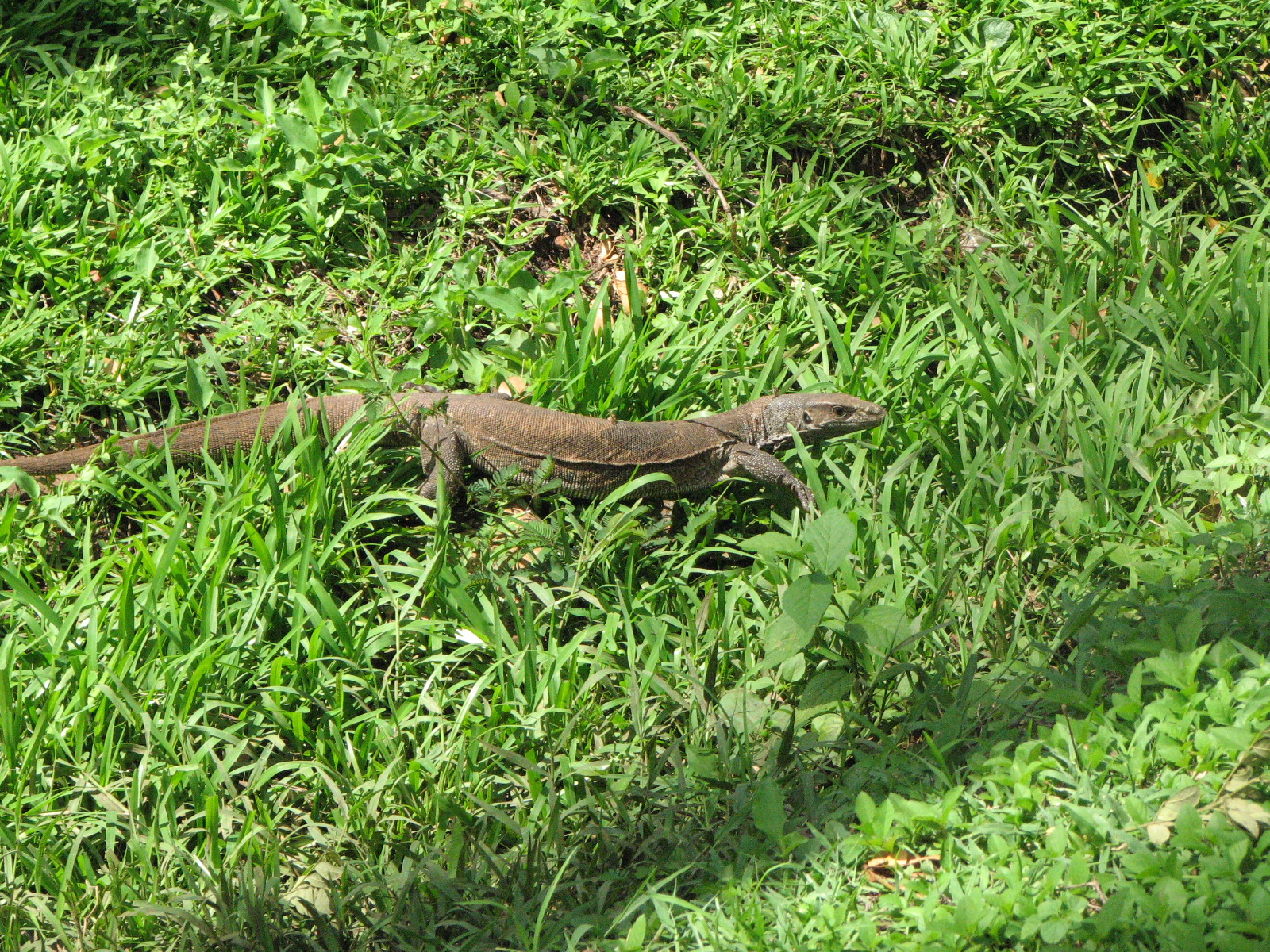
In het wild.